# Стефан Фоенкінос
Стефан Фоенкінос (фр. Stéphane Foenkinos; нар. 27 жовтня 1968, Париж, Франція) — французький кастинг-директор, сценарист і режисер.
Брат письменника Давіда Фоенкіноса.

## Біографія
Вчитель англійської мови за освітою, він став кастинг-директором у 1997 році після зустрічі з Жаком Дуайоном. Відтоді він працював над більш ніж 70 повнометражними фільмами, зокрема з Андре Тешіне, Бенуа Жако, Жаном-Люком Годаром, Клодом Шабролем, Франсуа Озоном, Колін Серро, Валері Лемерсьє, Іланом Дюраном Коеном, Анною Фонтен, Жаном-Полем Саломе, Даніель Томпсон, Флораном Еміліо Сірі, Жанною Лабрюн. Він також працював за кордоном з Пітером Грінуеєм, Флоріаном Генкелем фон Доннерсмарком, Вуді Алленом («Північ у Парижі» та «Магія в місячному сяйві»), Терренсом Маліком, Робертом Земекісом, кількома фільмами із серії про Джеймса Бонда («Помри, але не зараз» у 2002 році, «Казино Рояль» у 2006 році) та Гаррі Поттера («Кубок вогню», 2005).
У процесі роботи над фільмами йому доводилося виконувати невеликі ролі (ветеринар, медбрат, перукар, стиліст, офіціант, і т. д.).
Захоплений письменницькою діяльністю, Стефан є автором скетчів, біографії (Сільві Жолі), автором і режисером вистави про Джуді Гарленд, а також телевізійних сценаріїв.
На базі Центру національних творінь Орлеана Стефан Фоенкінос та Артур Наузіцель створили вечори Improbables, на яких актори читають незвичайні тексти. З 2010 року у ньому взяли участь багато відомих акторів, серед яких Карін Віар, Аріана Аскарід, Франсуаза Фабіан, Анн Броше, Паскаль Грегорі, Ор Атіка, Аміра Казар.
Жак Дуайон заохочував братів Фоенкіносів до спільної роботи, тому вони написали сценарій та зняли короткометражний фільм «Історія ніг» (2005), який отримав численні нагороди. У 2011 році вони адаптували успішний роман Давіда «Ніжність» та зняли однойменний повнометражний фільм про важку сентиментальну подорож молодої жінки у пошуках переродження. Головні ролі виконали Одрі Тоту та Франсуа Дам'єн. Фільм отримав схвальні відгуки публіки у Франції, був двічі номінований на премію «Сезар» і вийшов у більш ніж 35 країнах, увійшовши до 15 найбільш успішних за кордоном у 2012/2013 роках. На початку 2017 року брати почали зйомки другого повнометражного фільму за оригінальним сценарієм під назвою «Заздрісниця». Цей фільм вийшов у прокат у листопаді того ж року та приніс виконавиці головної ролі Карін Віар Кришталевий глобус за найкращу жіночу роль та номінацію на премію «Сезар».
Після зйомок кліпу для квебекського співака П'єра Лапуента Стефан обрав його виконавцем головної ролі у «Качина трилогія» - серії короткометражних фільмів, дія яких відбувається між Парижем і Монреалем. У них також знялися Монія Шокрі та співачка Емілі Сімон.
У 2011 році Стефан втілив 55 письменниць для фотовиставки, представленої в галереї Dupin 2011 році. Проєкт був реалізований режисеркою Стефані Мюра і сценаристкою Рафаель Деплешен. Наступною була виставка присвячена жінкам-політикам у червні 2015 року, яку урочисто відкрив Франсуа Олланд.
Стефан Фоенкінос регулярно проводить круглі столи та майстер-класи, присвячені серіалам, під час фестивалю американського кіно в Довілі . У 2013 році він був членом журі першого канадського кінофестивалю в Дьєппі. У 2014 році він був членом журі першого фестивалю 7e Lune у Ренні. Він є президентом того ж журі у 2015 році.
У 2019 році він адаптував «Noire» Тані де Монтень та здійснив постановку на сцені театру Руана, а потім у театрі Рон-Пуен у Парижі. Запис вистави, (продюсери Арно Бертран (984 production) і Філіп Тюльє (adltv), режисер Франсуа Ганс) вийшов 19 березня 2021 року на каналі France 5.

## Фільмографія

### Кастинг-директор
- 1998 : L'École de la chair
- 1998 : Alice et Martin
- 1999 : Les Amants criminels
- 1999 : Petits frères
- 2000 : On fait comme on a dit
- 2001 : Comment j'ai tué mon père
- 2001 : Voyance et manigance
- 2001 : L'Art (délicat) de la séduction
- 2001 : Éloge de l'amour
- 2001 : Belphégor, le fantôme du Louvre
- 2001 : Origine contrôlée
- 2002 : Meurs un autre jour
- 2003 : Raja
- 2003 : Rire et Châtiment
- 2004 : Victoire
- 2005 : Гаррі Поттер і келих вогню
- 2005 : La Tête haute (télévision)
- 2005 : Akoibon
- 2006 : Les Ambitieux
- 2006 : Казино Рояль
- 2006 : La Californie
- 2007 : L'Ennemi intime
- 2007 : Molière
- 2007 : Deux vies plus une
- 2008 : Les Femmes de l'ombre
- 2008 : The Visitor
- 2008 : Leur morale... et la nôtre
- 2008 : Un château en Espagne
- 2010 : Sans laisser de traces
- 2010 : Турист
- 2011 : Опівночі в Парижі
- 2013 : A la Merveille
- 2014 : Магія місячного сяйва
- 2015 : The Walk

### Сценарист
- 2005: Une histoire de peeds, короткометражний фільм, написаний у співавторстві з його братом Давідом
- 2009: Vénus et Apollon, 2 сезон
- 2011: Hard, 2 сезон
- 2011: Le Jour le plus court, трейлер однойменного фестивалю короткометражних фільмів, режисер Александр Атане
- 2014: La Naissance des méduses, епізод 3, сезон 7 телесеріалу Fais pas ci, fait pas ça, написаний у співавторстві з режисером епізоду Мішелем Леклером
- 2017: Chapati chapata, епізод 4, сезон 9 телесеріалу Fais pas ci, fait pas ça, написаний у співавторстві з режисером епізоду Каті Верне
- 2017: Заздрісниця, написаний у співавторстві з Давідом Фоенкіносом
- 2021: Фантазії для дорослих, написаний у співавторстві з Давідом Фоенкіносом

### Режисер
- 2005: Une histoire de pieds, короткометражний фільм, знятий разом із його братом Давідом
- 2011: Ніжність, художній фільм, знятий разом із його братом Давідом
- 2014: Качина трилогія (Еліза, Гедеон, Софія), короткометражні фільми
- 2015: Початок, короткометражка
- 2017: Заздрісниця, художній фільм, знятий разом із його братом Давідом
- 2021: Фантазії для дорослих, художній фільм, знятий разом із його братом Давідом

### Вистави у доповненій реальності
- Noire, адаптація життя Клодетт Колвін у доповненій реальності, автори Стефан Фоенкінос та П'єр-Ален Жіро, з Танею де Монтень у 2023 році в Національному центрі мистецтва та культури імені Жоржа Помпіду

### Актор
- 2001 : Я голодний!!! Флоренс Кентін
- 2007: Персеполіс Марджан Сатрапі та Вінсента Паронно
- 2008: Жінки в тіні Жана-Поля Саломе: контролер у поїзді
- 2008: Їхня мораль… і наша, Флоранс Кентін: офіціант
- 2015: Планетарій Ребекки Злотовскі: перукар
- 2017: Даліда Лізи Азуелос: журналіст у Олімпії
- 2017: Марі-Франсін Валері Лемерсьє: гей-залицяльник Марі-Франсін
- 2017: Всесвіт і я Тібо Бучеллато: голос за кадром
- 2017: Заздрісниця: викладач йоги
- 2020: Десять відсотків (сезон 4, епізод 2): кастинг-директор
- 2021: Емілі в Парижі: власник нічного клубу

## Нагороди

### Номінації
За фільм «Заздрісниця» (2017), знятий разом з братом Давідом, 1 номінація:
- Премія César du cinema:
  - Сезар за найкращу жіночу роль — Карін Віар

За фільм Ніжність (2011), знятий разом з братом Давідом, кілька номінацій:
- на 37 церемонії César du Cinéma у 2012 році, 2 номінації:
  - Сезар за найкращий перший фільм
  - Сезар за найкращу адаптацію
- на Кінофестивалі Sarlat 2011, 3 номінації:
  - Приз глядацьких симпатій — Премія міста Сарла
  - Приз журі Young TPS Star — приз Генеральної ради департаменту Дордонь
  - Премія ліцеїстів — Премія Регіональної ради Аквітанії.